# 葡萄牙國籍法

葡萄牙共和國國徽

《葡萄牙國籍法》（葡萄牙語：Lei da Nacionalidade Portuguesa）是葡萄牙共和國有關公民身份的憲制性法律，主要是訂明如何界定葡萄牙公民身份，包括因出生、其子孫，與歸化於葡萄牙及結婚而取得葡萄牙公民身份。葡萄牙國籍法也涉及前殖民地及領土而存在的複雜性問題，主要包括印度果亞、東帝汶、澳門等。
葡萄牙在1959年基於屬地主義原則而立法；但在1975年和1981年開始改血統主義為原則為葡萄牙國籍法律，這個「改變」是基於歸化以及過去疆土及殖民地的其後代的公民身份問題考慮。

## 資格

### 葡萄牙籍父母所生子女
葡萄牙籍人士在葡萄牙或其屬地所生的子女均會自動得到葡萄牙國籍；但在1981年10月30日前，葡萄牙對母親只有葡萄牙籍在外國所生的子女是有限制的。另一方面，葡萄牙籍人士在外國所生的子女均可以以血緣關係而取得葡萄牙國籍及国民身份。

### 在葡萄牙出生
一般來說，非葡萄牙公民在葡萄牙持有合法的居住許可證10年所生的子女均獲得葡萄牙国民身份，但外國國籍人士在葡萄牙出生的孩子都沒有资格獲得葡萄牙国民身份；不過，假若該外國公民人士的本土國以葡萄牙文作為官方语言，居住許可證由規定的10年可減至6年。非葡萄牙公民在葡萄牙出生的孩子也有資袼領取葡萄牙国民身份，然而這個規定並不適用於遊客及短期訪客所出生的嬰孩。

### 歸化葡萄牙
要求：18歲或上以上，合法在葡萄牙領土內居住最少5年，有足夠葡萄牙語能力，沒有被判有期徒刑3年以上，不會對國家安全產生威脅之人士則可申請歸化為葡萄牙國民；當歸化葡萄牙而18歲或以下的子女也可以跟隨其父母歸化葡萄牙。

### 由收養的葡萄牙公民身份
葡萄牙公民所領養18歲或以下的孩子均可以獲取葡萄牙国民身份。

### 與葡萄牙公民為伴者
凡和葡萄牙国民結婚者的伴侶結婚滿三年者均可申請為葡萄牙国民身份，而這種申請無須任何居住期方可申請。

### 雙重公民身份
葡萄牙容許雙重国民身份；因此享有或獲取外國公民身份的葡萄牙公民不會損失葡萄牙国民身份。同樣地，成為葡萄牙国民人士也無須放棄他們的外國国民身份。
雖然葡萄牙容許国民雙重國籍的身份，但在某些國家例如日本，僅允許未成年人擁有雙重國籍，其在成年後只可保留其中一國國籍。

## 公民權利及義務

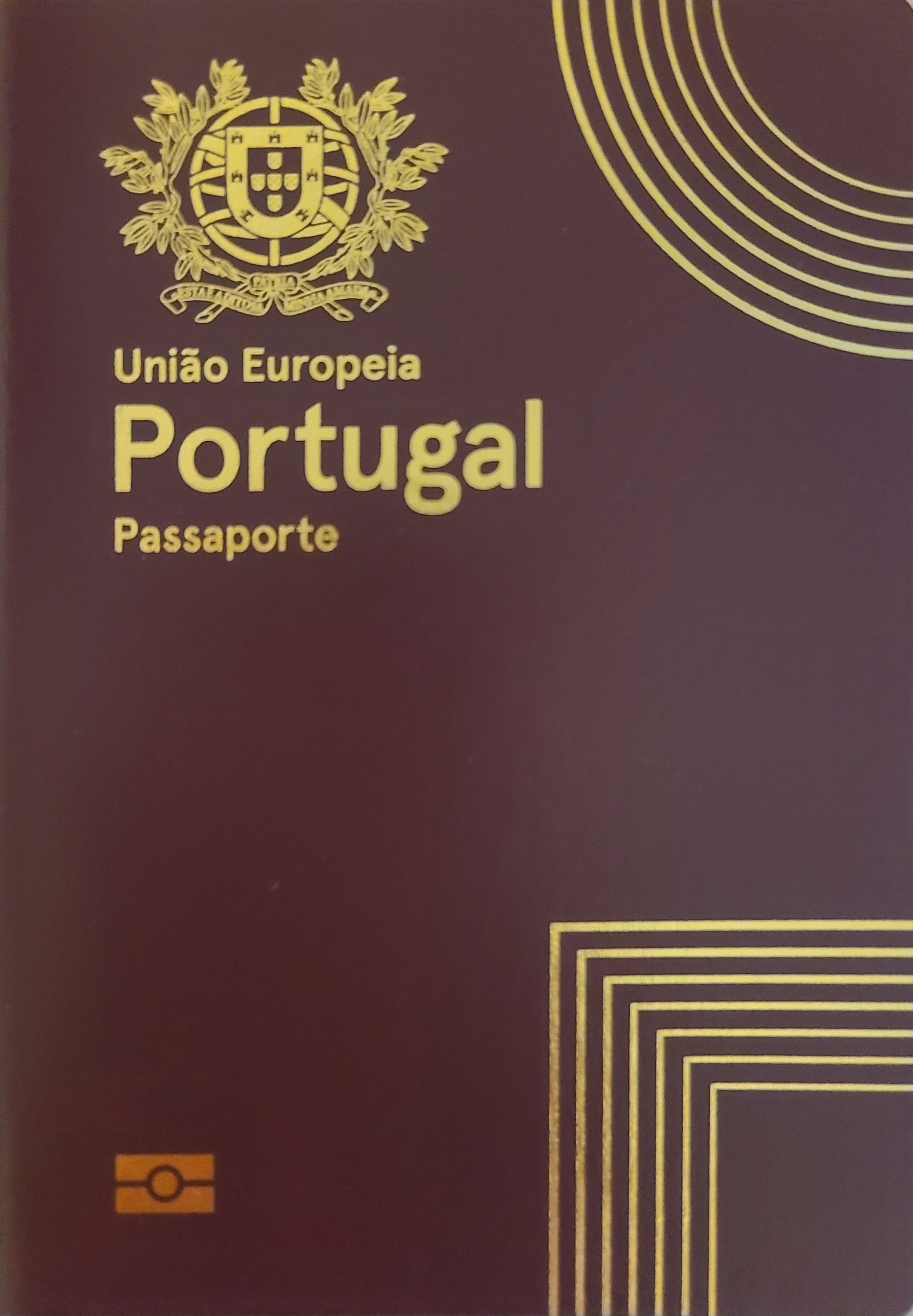
葡萄牙國民護照

所有年屆18歲葡萄牙公民都有選舉權及被選舉權、獲得葡萄牙國民護照等權利；由於葡萄牙是歐盟成員國，因此葡萄牙国民也是歐盟公民，其在歐盟成員國都享有居住、工作、退休、領事保護等公民權利。

## 葡萄牙前屬地及殖民地
基於葡萄牙歷史，葡萄牙國籍法對其前領土、屬地及殖民地都設有時間限制來界定是屬於葡萄牙公民還是當時新成立或原領土國家的公民；這些國家大部分都是葡萄牙語系國家或地區，即印度果亞、東帝汶、澳門等。

### 果亞
根據1910年葡萄牙憲法，葡屬印度（葡萄牙語：Estado da Índia）是葡萄牙的領土一部分；1961年12月12日，印度部隊「入侵」果亞（Goa）、達曼及第烏，經過26小時小規模的戰鬥佔領該三處地方，未經任何當地人民公決即拼入印度版圖。1974年，葡萄牙發生「四二五革命」，新的左翼政府宣佈將撤出所有殖民地，因而同時承認了印度對原葡屬印度的主權，並恢復與印度的外交關係以及印度「入侵」後的起為葡屬印度為印度政權。
葡萄牙國籍法律允許是果亞在1961年之前保留葡萄牙國籍的人士為葡萄牙籍及公民身份，而當時確定為印度公民身份的人士是承受而非自願性質。 

### 東帝汶
1975年，印度尼西亞入侵屬於葡萄牙領土的東帝汶，並在翌年吞併東帝汶。 印度尼西亞派出其公民商討吞併事宜。雖然澳洲及其他國家承認在印度尼西亞在東帝汶的政權，但葡萄牙及聯合國均表示不承認在有關政權。自東帝汶在2002年5月20日獨立後，由於東帝汶缺乏就業機會，因此很多東帝汶人利用葡萄牙公民身份在葡萄牙及其他歐盟國家生活和工作。

### 澳門
中华人民共和国已于1999年12月20日对澳門行使主权。
而葡萄牙在此之前已經把葡萄牙國籍法伸延至澳門，1981年前出生人士可凭借屬地主義（jus soli）和血统主义（jus sanguinis）获得葡萄牙公民身份。许多澳门居民（华裔或葡裔）因此获得葡萄牙公民身份。在1981年10月3日《国籍法》出台之後和1999年12月20日主权移交给中国之后，任何人不得單憑與澳門的地緣關係而取得葡萄牙公民身份，除非父或母為葡萄牙公民。
然而，1999年12月20日后出生的葡萄牙公民（无论族裔）身份持有者人士的后代可通过血统主义获得葡萄牙公民，除非父母有中国公民身份，或其父母在1999年12月20日前放弃其通过归化获得的葡萄牙公民身份。

## 外部連結
- 葡萄牙公民身份
- 葡萄牙國籍法